# Познај себе
Спознај себе (грч: γνωθι σεαυτόν гноти сеаутон) је чувени старогрчки натпис који је стајао на улазу пророчишта у Делфима. Ова изрека се приписује неколицини грчких мудраца, међу којима су:
- Хилон из Спарте
- Солон из Атине
- Талес из Милета
- Хераклит из Ефеса
- Питагора са Самоса
- Сократ из Атине